# История Экваториальной Гвинеи

## Доколониальный период

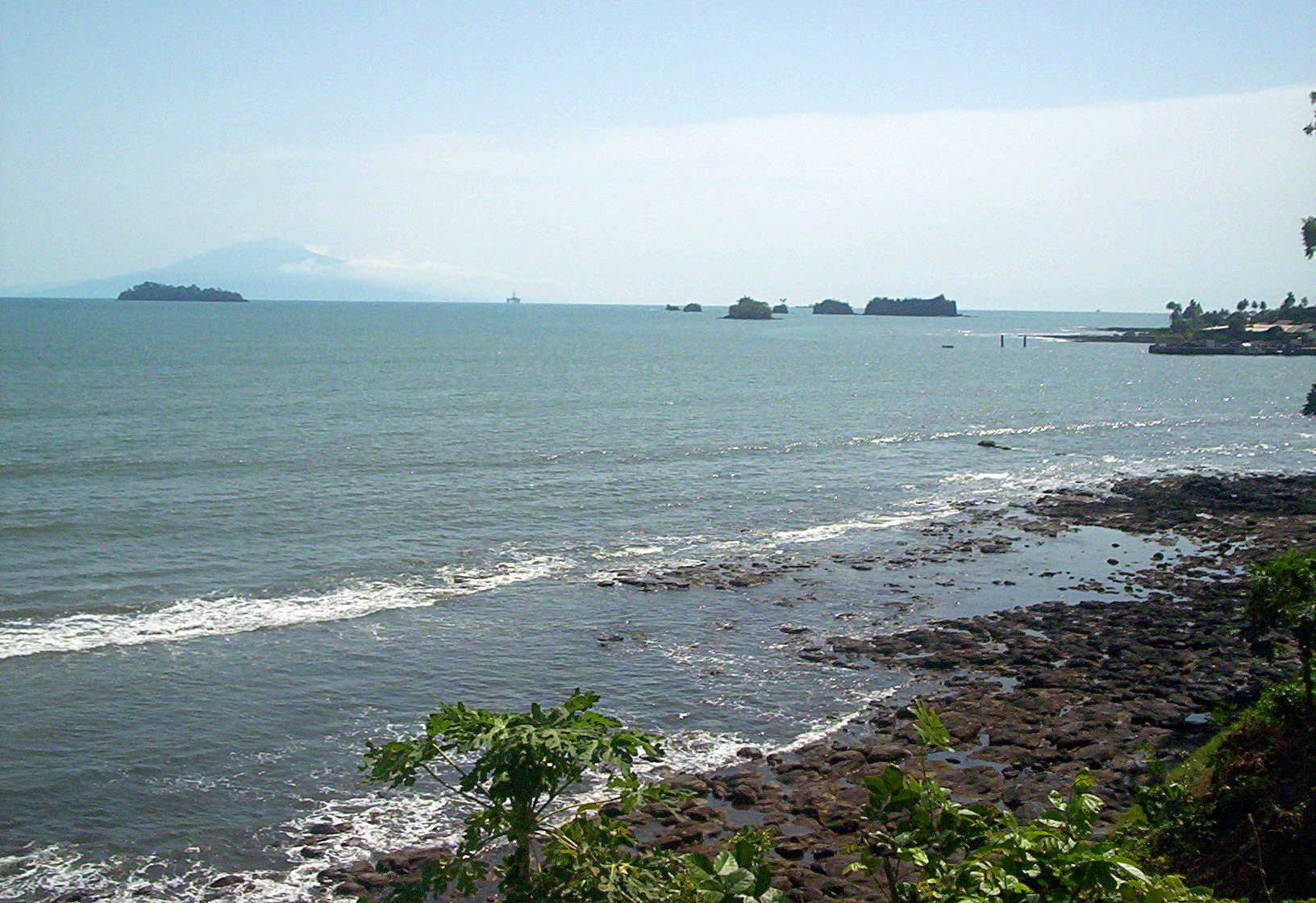
Остров Биоко, вид с камерунского берега

Ранняя история нынешней Экваториальной Гвинеи изучена достаточно слабо. К моменту начала европейской колонизации основными обитателями этой территории были племена пигмеев, фанг и буби (языковая семья банту).

## Португальская колонизация (1471—1776)
В 1472 году португальская экспедиция под командованием капитана Фернандо По открыла остров в Гвинейском заливе, первоначально получивший название Формоза (впоследствии это название перешло к Тайваню, а остров в Гвинейском заливе получил название в честь своего первооткрывателя — Фернандо-По (ныне — остров Биоко). Колонизация острова португальцами началась с 1592 года. В 1642-1648 годах островом пыталась овладеть Голландия.
Остров оставался под контролем Португалии до 1778 года, после чего перешёл под контроль Испании согласно договорам в Сан-Ильдефонсо (1777) и Эль-Пардо (1778), по которым Португалия уступила остров Биоко и территорию Рио-Муни на континенте Испании, наряду с правами свободной торговли в секторе побережья Гвинейского залива, в обмен на колонию Сакраменто.

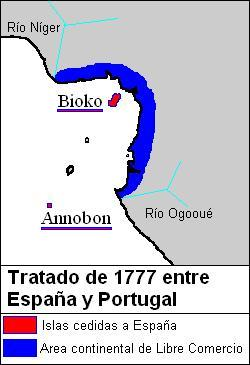
Карта раздела сфер влияния между Испанией и Португалией согласно договору 1777

## Испано-британская колонизация (1776—1845)
В начале XIX-го века (1827 год) остров Фернандо-По захватили англичане, основав там город Кларенс-Таун (ныне — Малабо). В 1855 году испанцы вернули себе остров Фернандо-По, а в 1856 завоевали территорию Рио-Муни. Племя буби было оттеснено в горы.

## Испанская колонизация (1845—1958)
Племя буби пыталось уничтожить испанских колонизаторов в 1898 году, в Рио-Муни, а затем, в 1906 году, на острове Фернандо-По. Оба восстания были подавлены испанцами.
В 1926 была создана Испанская Гвинея путём объединения в единую структуру колоний Рио-Муни, Биоко и Элобей, Аннобон и Кориско. Испания не была заинтересована в развитии инфраструктуры колонии, но заложила большие плантации какао на острове Биоко, куда были завезены тысячи рабочих из Нигерии.
В июле 1936 года, когда в Испании началась гражданская война, Испанская Гвинея осталась верной законному президенту Мануэлю Асанье, однако 18 сентября на острове Фернандо-По восстала Колониальная гвардия, выступившая на стороне Франсиско Франко, и взяла остров под свой контроль. 14 октября мятежники высадились в материковой части и захватили всю колонию.
В 1959 году испанские владения в Гвинейском заливе получили статус «заморских территорий» Испании под названием «Экваториальный регион Испании», и были разделены на провинции Фернандо-По и Рио Муни. В декабре 1963 года обе провинции были объединены в «Экваториальную Гвинею», которой была предоставлена ограниченная автономия.

## Период независимости (с 1968 по настоящее время)

### Провозглашение независимости
В марте 1968 года под давлением националистов Испанской Гвинеи и Организации Объединённых Наций Испания объявила, что предоставит независимость Экваториальной Гвинее. Созданный для этого конституционный конвент подготовил избирательный закон и проект конституции. В присутствии группы наблюдателей ООН 1 августа 1968 года в стране был проведен референдум, по итогам которого 63 % избирателей проголосовали за конституцию, которая предусматривала создание правительства страны с Генеральной Ассамблеей, а также Верховный суд, члены которого назначаются президентом.
В сентябре 1968 года Масиас Нгема Бийого был избран первым президентом Экваториальной Гвинеи, а 12 октября Экваториальной Гвинее была предоставлена независимость.

### Правление Масиаса Нгема Бийого (1968—1979)
Экваториальная Гвинея в момент провозглашения независимости имела один из самых высоких доходов на душу населения в Африке — $332. Испанские власти за время колониального правления также помогли Экваториальной Гвинее достичь одного из самых высоких на континенте уровней грамотности и создать развитую сеть учреждений здравоохранения. Однако правление Нгемы привело к упадку практически во всех сферах жизни страны.
В феврале 1969 Испания под предлогом «защиты интересов» испанцев спровоцировала в стране беспорядки и попыталась спровоцировать государственный переворот. После начавшихся анитииспанских погромов 27 февраля президент страны Франсиско Масиас Нгема ввёл чрезвычайное положение. Под давлением мировой общественности и правительства Экваториальной Гвинеи Испания позже эвакуировала свои войска.
Во внешней политике Нгема порвал отношения с Испанией и США (1970) и переориентировался на социалистические страны.
В июле 1970 года Нгема распустил все политические партии и организации и создал Единую Национальную Партию Трудящихся, в которую было «записано» всё взрослое население страны, а в мае 1971 года отменил действие ключевых статей Конституции. В 1973 году Нгема получил полный контроль над правительством и присвоил себе титул пожизненного президента.
Режим Нгемы характеризуется отказом от всех государственных функций, за исключением внутренней безопасности, что и было сделано с помощью террора, что привело к смерти или изгнанию примерно одной трети населения страны. Инфраструктура электро-и водоснабжения страны, дороги, транспорт и здравоохранение пришли в упадок.
Все школы в стране были закрыты в 1975 году. В 1978 году та же участь постигла все церкви. Нгема провёл кампанию «подлинности», заменив названия объектов, данные во время колонизации страны, «подлинными», африканскими: столицу Санта-Исабель переименовали в Малабо, в 1973 остров Фернандо-По был переименован в остров Масиас-Нгема-Бийого, а Аннобон — в Пагалу. В рамках этой кампании Нгема также распорядился всему населению отказаться от своих европейских имен и принять африканские. Его собственное имя претерпело несколько преобразований, и к концу правления Нгема был известен как Франсиско Масиас Нгема Бийого Ньеге Ндонг.

### Правление Теодоро Обианга Нгемы Мбасого (1979 — настоящее время)

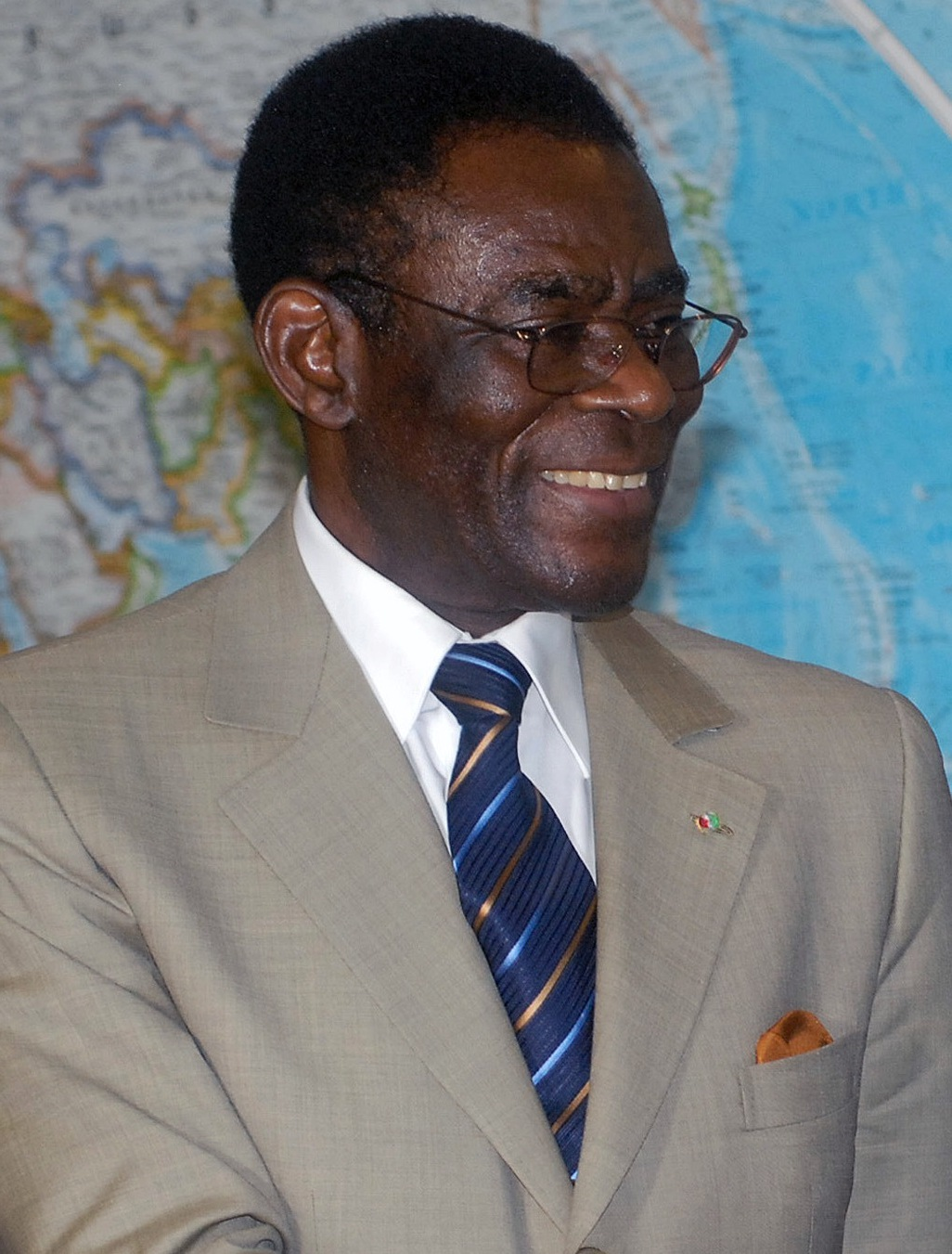

3 августа 1979 года в стране был совершён военный переворот под руководством племянника Бийого Теодоро Обианга Нгемы Мбасого, бывшего заместителя министра обороны. Масиас Нгема Бийого был расстрелян. Придя к власти, Теодоро Обианг занялся реформами. Остров Масиас-Нгема-Бийого был снова переименован в остров Биоко. В октябре 1979 значительная часть национализированной собственности (плантации, предприятия, магазины и т. п.) была возвращена прежним владельцам. В ноябре 1979 провозглашена свобода частного предпринимательства. Вскоре были восстановлены отношения с Испанией и США, на шельфе началась добыча нефти. В 1982 году принята новая конституция, провозгласившая политические свободы. Ещё одна конституция была принята в 1991.
В 1990-х годах проводились массовые аресты деятелей оппозиции, многие из которых были убиты, установлена фактически диктатура Теодоро Обианга. В январе 1998 года на острове Биоко произошёл антиправительственный мятеж, который был быстро подавлен.
25 февраля 1996 года в стране прошли президентские выборы, победу на которых одержал Теодоро Обианг, бывший единственным кандидатом и набравший 97,85 % голосов. Оппозиция тогда бойкотировала выборы. На следующих президентских выборах, прошедших 15 декабря 2002 года, Теодоро Обианг был вновь переизбран на эту должность, набрав 97,1 % голосов. На выборах 2009 он получил 95,36 %, а на выборах 2016 – 93,5 %.
В 2000-х годах в стране имели место по крайней мере 2 попытки государственного переворота.
Так, 6 марта 2004 года в аэропорту Хараре (Зимбабве) властями республики был арестован британец Саймон Манн, который встречал Boeing-727 с 64 пассажирами, летевший из ЮАР. Вскоре выяснилось, что пассажиры этого самолёта являются наёмниками, которые летели в Экваториальную Гвинею для участия в государственном перевороте. Через несколько дней в самой Экваториальной Гвинее было арестовано 15 иностранных граждан, обвиняемых в попытке свержения президента страны. 11 из них суд приговорил к различным срокам тюремного заключения, 1 скончался во время следствия (по некоторым данным, от пыток), а остальные были оправданы. В заговоре оказался замешан сын Маргарет Тэтчер — Марк, который в 2005 году признался в оказании содействия при приобретении вертолёта, который мог использоваться при осуществлении заговора. Однако он отметил, что ничего не знал о планах заговорщиков.
17 января 2009 года группа вооружённых людей, переправившись на лодках на остров Биоко, атаковала президентский дворец, но в ходе завязавшейся перестрелки один их нападавших был убит. Сперва власти обвинили в атаке членов «Движения за освобождение дельты Нигера», затем бывшего лидера оппозиционной партии «Народный союз» Фаустино Ондо Эбангу. 21 августа 2010 года суд, признав виновными в организации нападения, а также в терроризме и государственной измене, приговорил к смертной казни капитана сухопутных войск Хосе Абесо Нсуе Нчаму, его заместителя Мануэля Ндонг Ансеме, экс-главу таможни страны Хакинто Мича Обиангу и сотрудника службы безопасности президента Алипио Ндонг Асуму. Вскоре после вынесения приговора подсудимые были казнены. Теодоро Обианг Нгема по этому поводу заявил: «Эти люди несли угрозу мне, моей семье и моему правительству. Поэтому судопроизводство в отношении них было быстрым».
В 2011 было объявлено о строительстве новой столицы государства, Сьюдад-де-ла-Пас.
Выборы в законодательные органы 2017 года привели к очередной победе правящей партии,получившей места всех сенаторов и 99 из 100 депутатов. Получившая 1 место в парламенте партия «Граждане за инновации» (CI) вскоре была обвинена в организации государственного переворота, а 146 её активистов предстали перед судом в феврале 2018. 36 подсудимых (в том числе депутат от партии Хесус Митого Ойоно) были приговорены к 26 годам лишения свободы. 4 июля 2018 Теодоро Обианг объявил всеобщую амнистию для политических заключенных в связи с круглым столом 17 политических партий, созванным правительством за несколько недель до этого. Так как амнистия не коснулась партий, не участвовавших в данном мероприятии, специально для их членов в октябре 2018 была объявлена новая амнистия (на свободу вышел и отбывавший срок оппозиционный депутат, которому не вернули мандат). Однако уже в мае 2019 года после неоднозначного судебного процесса более 130 человек были приговорены к тюремному заключению за участие в попытке государственного переворота 2017 года.